# Zeng Bo
Zeng Bo (nome original: 曾 波; nascido em 12 de setembro de 1965) é um ex-ciclista olímpico chinês. Bo representou o seu país durante os Jogos Olímpicos de Verão de 1984, em Los Angeles.